# Aachener Printen

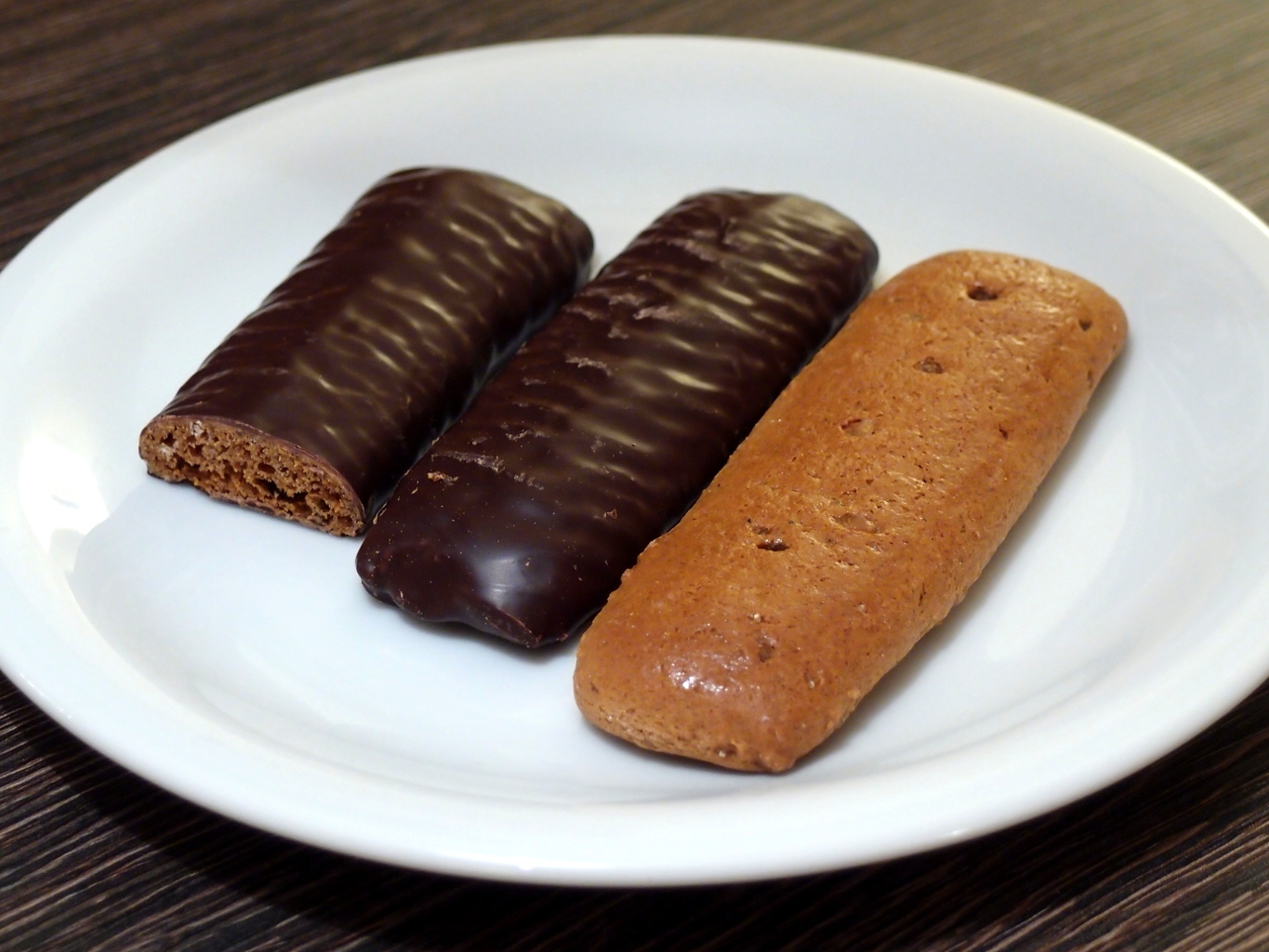
Aachener Printen: links Schokoladenprinten, rechts Kräuterprinte

Aachener Printen sind eine spezielle Sorte brauner Lebkuchen, die etwa seit dem Jahr 1820 in Aachen gebacken werden. Die Bezeichnung „Printe“ existierte dagegen schon wesentlich früher und entwickelte sich aus dem englischen „print“ und dem niederländischen „prent“, einer Bezeichnung, die ebenso im Öcher Platt verwendet wird und für „Werkzeug zum Drücken“ bzw. „eingedrückte Abbildung“ oder „Auf-, Abdruck“ steht. Der Name bezieht sich auf die Verwendung von kunstvoll geschnitzten und bedruckten Holzmodeln, in die bei der Herstellung des im 15. Jahrhundert eingeführten damaligen Gebildbrotes der Teig eingelassen und gedrückt wurde.

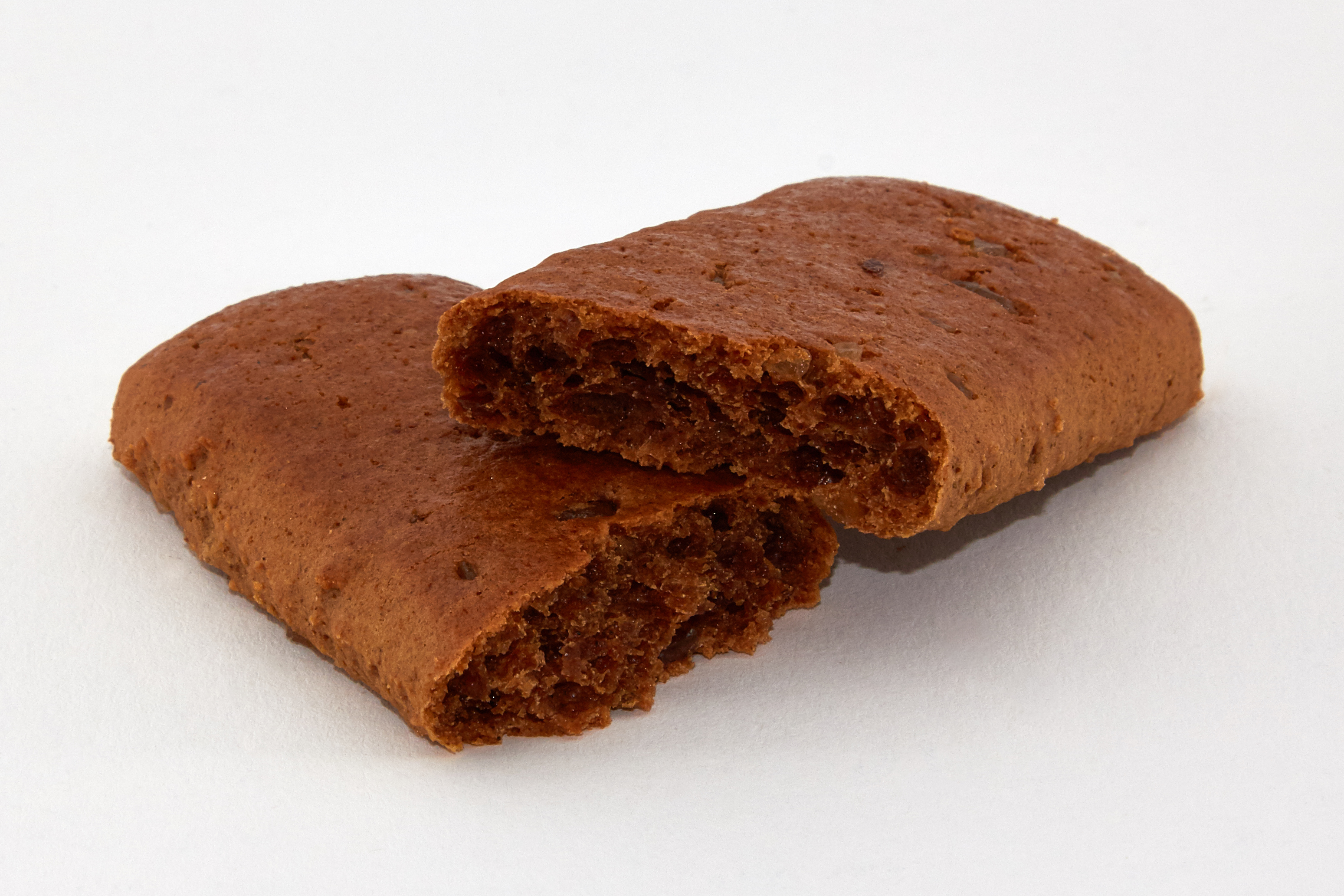
Kräuterprinte, aufgebrochen

Als original Aachener Printen gelten ausschließlich die ab circa 1820 in der Stadt Aachen selbst sowie in den Nachbarorten Alsdorf, Baesweiler, Eschweiler, Stolberg und Würselen nach neuer Rezeptur produzierten Printen; sie sind als Produkt mit geschützter geografischer Angabe zertifiziert. Aachener Printen zählen gemäß ihrer ursprünglichen Verwendung eigentlich zur Gruppe der Saisongebäcke für die Herbst- und Winterzeit, werden aber auf Grund ihrer Beliebtheit und aus touristischen Gründen mittlerweile als Ganzjahresgebäck angeboten. Dabei finden sie nicht nur als Gebäck Verwendung, sondern auch als Zutat zu deftiger Saisonküche und als Beimischung zu unterschiedlichen Lebensmitteln.

## Vorgeschichte
Die Herstellung von Lebkuchen, auch als Pfeffer-, Gewürz- oder Honigkuchen bezeichnet, ist bereits seit der Antike tradiert. In einigen Regionen, so unter anderem im belgischen Dinant, wurde der Lebkuchen in Formen gepresst und unter der Bezeichnung Couques de Dinant als so genanntes Gebildbrot angeboten und gilt dort bis zum heutigen Tage als eine bekannte Spezialität der Maasstadt. Kupferschläger aus dieser Region, die sich ab dem 15. Jahrhundert aus politischen und wirtschaftlichen Gründen mit ihren Familien unter anderem im Raum Aachen niederließen, brachten ihre Tradition zur Herstellung des Gebildbrotes aus Lebkuchenteig mit. Fortan existierten in Aachen zwei Backvarianten von Lebkuchengebäcken, zum einen die historischen Schnittlebkuchen und zum anderen die nun eingeführte und mit prachtvoll bedruckten Modeln geformte Lebkuchenvariation, quasi die ersten „Printen“, die darüber hinaus aufgrund der Karamellisierung des Honigs beim Erkalten hart wie Karamell waren und gebrochen werden mussten.
Während bis etwa zu Beginn des 18. Jahrhunderts die Grundrezeptur des Teigs aus Mehl, Honig und verschiedenen Gewürzen bestand, wurde nun der Honig allmählich durch Wildblütenhonig und Rohrzucker aus Übersee ersetzt, da die Forschungen zur Züchtung einer ertragreichen heimischen Zuckerrübe zu diesem Zeitpunkt noch nicht ausgereift waren. Allerdings bewirkte dann die Kontinentalsperre von 1806 bis 1814 durch Napoléon, dass das Festland von der Zuckerlieferung abgeschnitten und dadurch der in geringem Maße vorhandene Honig wie auch die mittlerweile verbesserten Zuckerrüben zu kostbaren und teuren Zutaten wurden. Daraufhin verwendeten einige Bäcker und Konditoren für ihre Gebäcke den günstigeren Farinzucker und den Zuckerrübensirup.

## Entwicklung

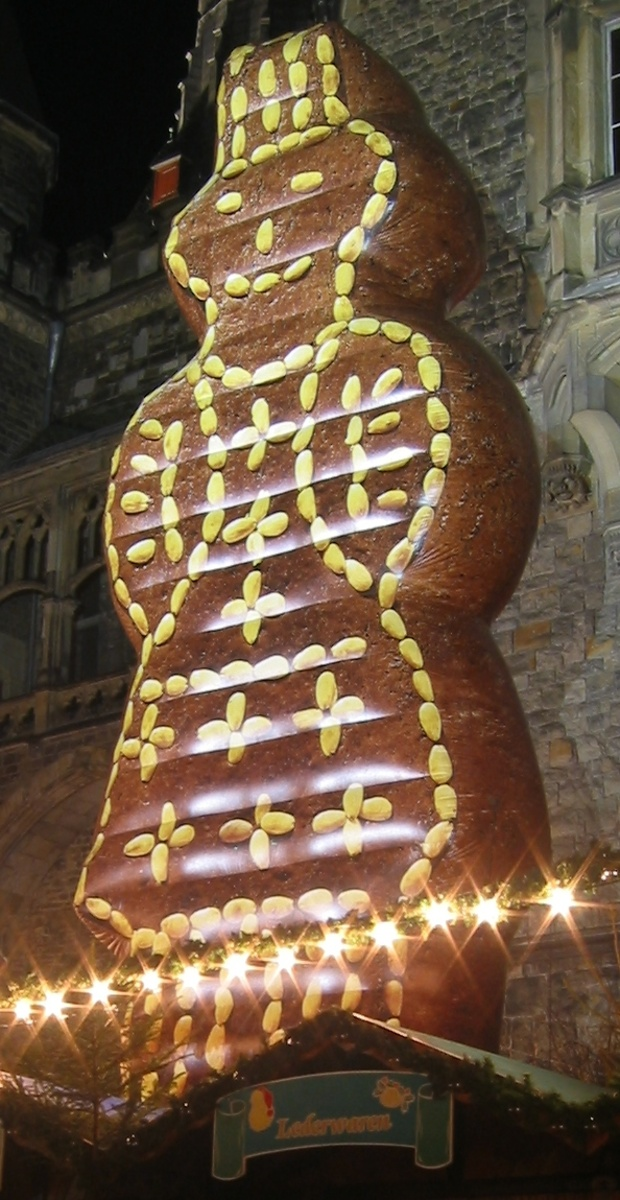
Künstlicher Printenmann als Wahrzeichen des Aachener Weihnachtsmarkts

Aber es dauerte noch bis um 1820, als es einigen Aachener Bäckern gelang, aus diesen Zutaten ein stabiles und für seinen herb-süßen und feinen Geschmack begehrtes Gebäck zu kreieren, wobei vollständig auf jegliches Fett wie Butter oder auch Nuss- und Mandelmehl verzichtet wurde. Zugleich wurde die Zutatenliste durch Zugabe verschiedener Kuchengewürze verändert, was zur Entwicklung der ersten Kräuterprinte führte. Da es nun zwei Lebkuchensorten gab, die ursprüngliche als Schnittlebkuchen und Gebildbrot sowie die neue dunklere mit Zuckerrübensirup gesüßte Kräuterprinte, musste zur Differenzierung ein neuer Name gefunden werden. Daraufhin etablierte sich für die neue Kreation der Name „Aachener Printe“, womit diese sich regional von den Produkten der anderen und teilweise noch experimentierenden Lebküchnern unterscheiden konnte.
Durch die Verwendung von Zuckerrübensirup wurde der Teig dieser neuen Sorte entsprechend gröber, zäher und schwerer formbar, weshalb es anfangs wie bei ihren Vorgängern, den Couques de Dinant, nur Hartprinten gab. Dieser träge und nicht mehr verlaufende Teig hatte den bedeutenden Vorteil, dass sich nun auch problemlos flache und schlanke Schnittprinten fabrikmäßig für die Massenproduktion auf Bleche formen ließen und sich diese Art auf Grund ihrer Festigkeit wesentlich besser zum Versand und damit zum Erschließen neuer Absatzmärkte eignete. Dies bedeutete schließlich bis auf einzelne Produktausnahmen das Ende der verbreiteten Herstellung von in Modeln geformten Printenfiguren.

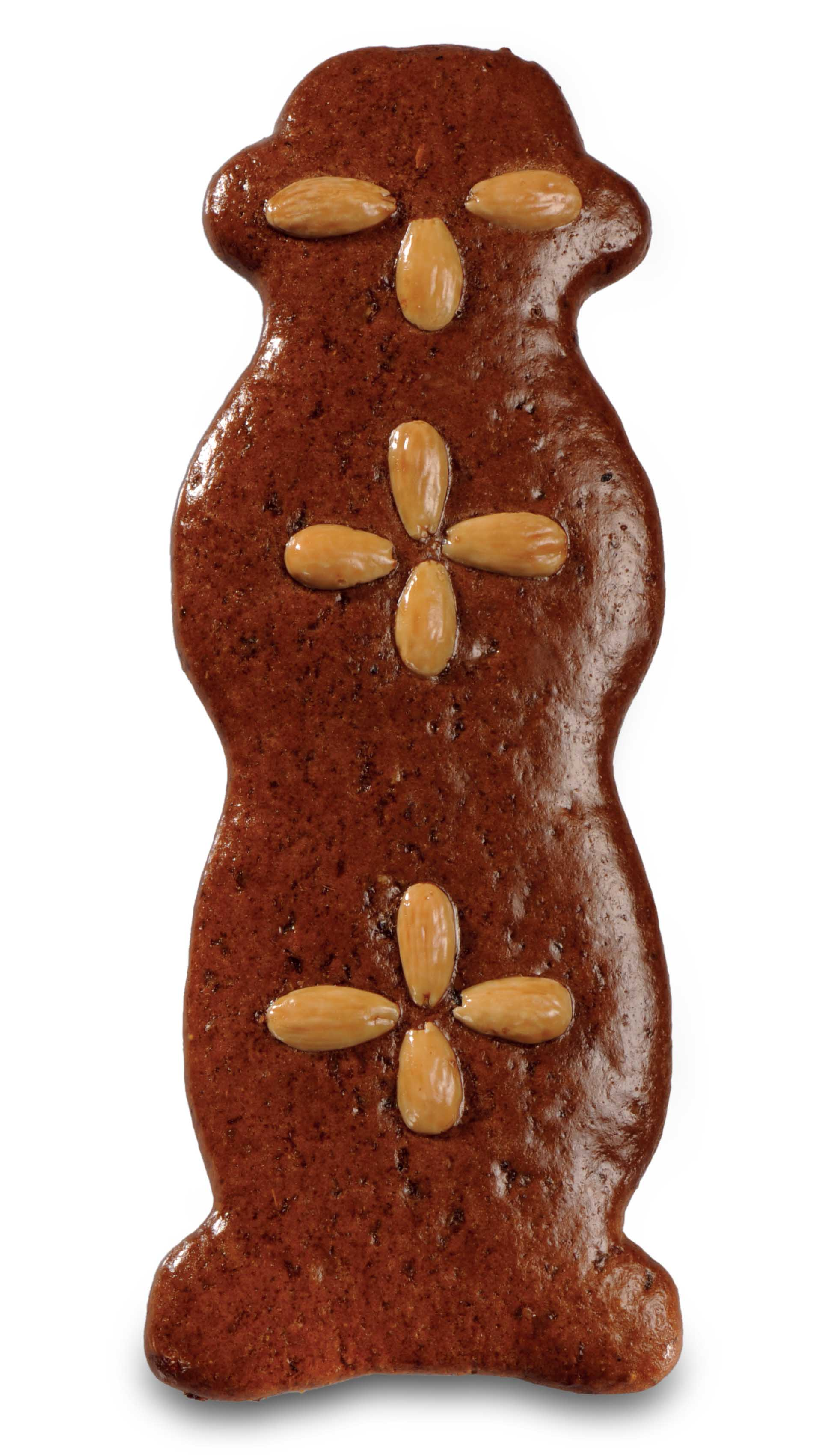
Kräuter-Mandel-Printenfigur

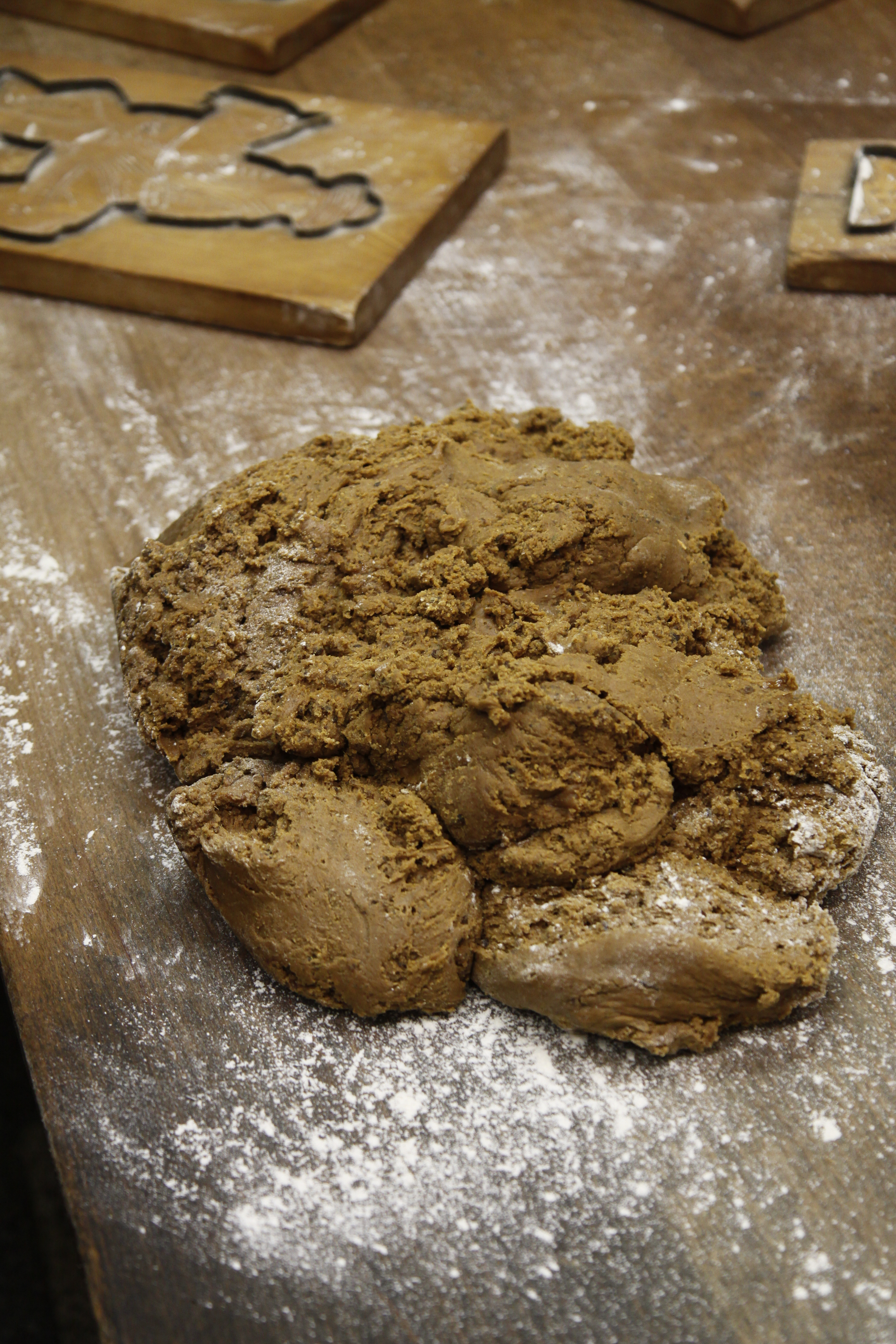
Printenteig bei der Reifung

In den nächsten Jahrzehnten kam es zu einer rasanten Weiterentwicklung dieser Aachener Printen. Mit dem Absinken der Zuckerpreise ab den 1830er-Jahren wurden die Produkte wieder variantenreicher und sie konnten beispielsweise mit einer Zuckerglasur bestrichen werden, womit es zur Einführung der so genannten „Prinzessprinten“ kam. In den 1850er-Jahren konnte dem Teig durch Hinzufügen von Krümelkandis ein lockeres Gefüge gegeben werden und ab den 1860er-Jahren gelang es schließlich dem Konditor Henry Lambertz, durch eine fortschrittlichere Schokoladenverarbeitung die Printen mit flüssiger Schokolade zu überziehen. Zwischenzeitlich konnte zudem erneut auf einen höheren Honiganteil zurückgegriffen werden, was den Teig geschmeidiger machte und infolgedessen zur Produktion von Weichprinten führte. Damit gab es nun drei Grundsorten dieses Gebäcks, die Kräuter-, Prinzess- und Schokoladenprinten, die als Hart- oder Weichprinten meist in Form von Bruch- seltener als Bild-Printen angeboten wurde. Darüber hinaus sorgte in diesem Zeitraum auch die Einführung von Dampfmaschinen für eine fabrikmäßige Massenanfertigung dieses Gebäcks.

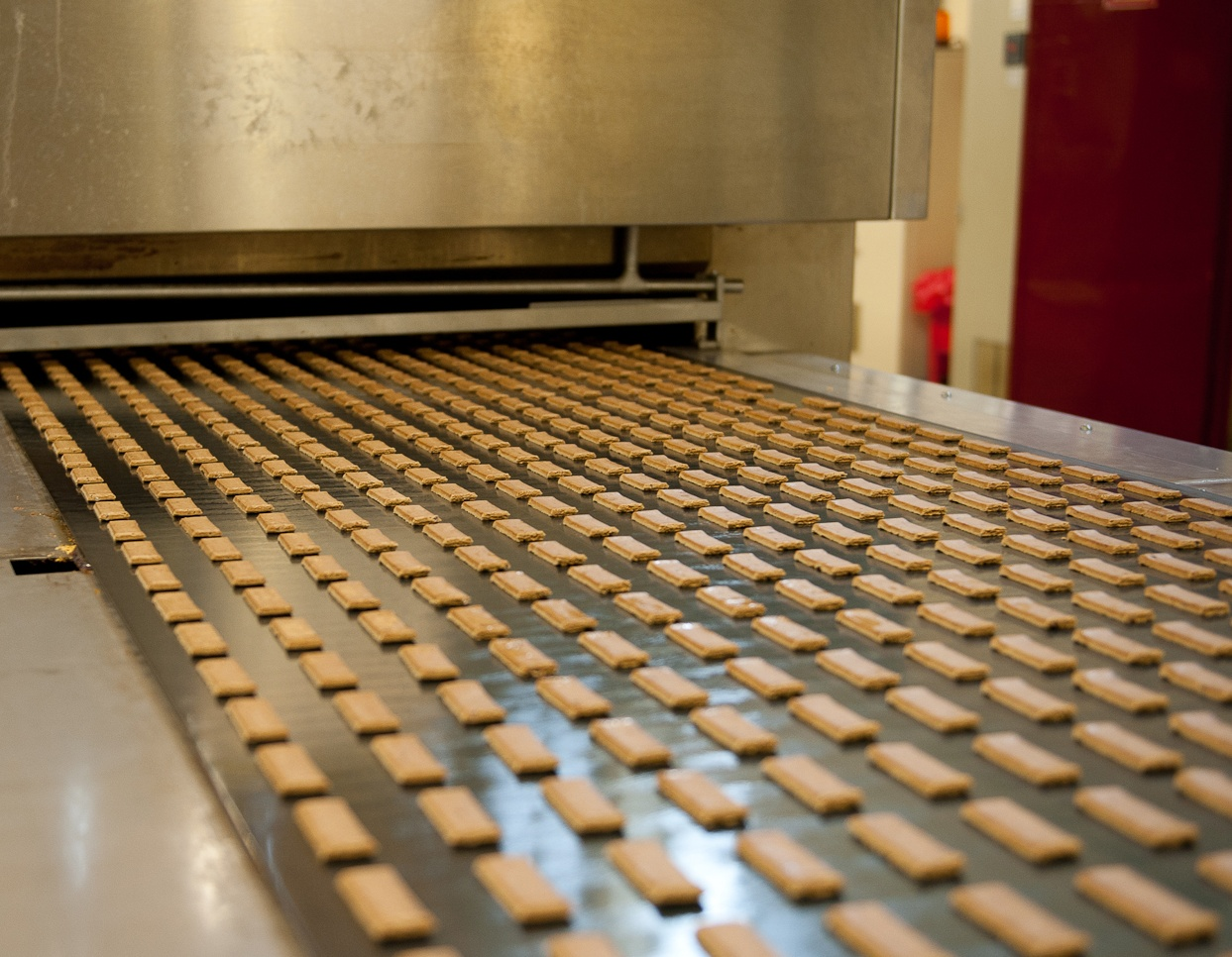
Printen-Backstraße

Der Bekanntheits- und Beliebtheitsgrad der Aachener Printen führte unter anderem dazu, dass der bereits zu jener Zeit bekannte Aachener Bäcker und Konditor Henry Lambertz um 1870 zum Hoflieferanten für das belgische, niederländische und preußische Königshaus ernannt wurde. Aber auch andere traditionelle Unternehmen wie beispielsweise die Aachener Printen- und Honigkuchenfabrik van Rey (gegründet 1833), die Bäckerei Nobis Printen (1858), die Konditorei Leo van den Daele (1890) und die Bäckereien Drouven (1896) und Klein (1912) erweiterten nun ihre Produktpalette um Aachener Printen, wobei sich deren Produkte lediglich durch Variationen in der Gewürz- und Zutatenmischung voneinander unterschieden. Erst viel später, in den 1950er-Jahren, kam es mit der Einführung der Schokoladen-Saftprinten, der Nuss-Schokoladenprinten und der Nuss-Saftprinten zu weiteren Ergänzungen der bisherigen Produktpalette.
Bis zum heutigen Tage haben die Original Aachener Printen aufgrund der Zertifizierung durch die EU als Produkt mit geschützter geografischer Angabe einen unangefochtenen Stellenwert weit über die Region hinaus.

## Printenformen
Ursprünglich wurden häufig religiöse Motive als Backmodel verwendet. Im frühen 19. Jahrhundert bestimmten französische und danach preußische Soldatenmotive die Printenform. Ähnlich dem Humor des rheinischen Karnevals konnte man so, zumindest symbolisch, den ungeliebten Besatzern den Kopf abbeißen. Eine museale Zusammenstellung zahlreicher in- und ausländischer historischer Printenmodel neben Waffeleisen, Spekulatiusfiguren und weiteren antiken Einrichtungsgegenständen findet sich in den Räumen der Alt-Aachener Café- & Weinstuben von Leo van den Daele in der Nachbarschaft zum Aachener Rathaus, der in Aachen auch bekannt ist als der „Printenbaron“.

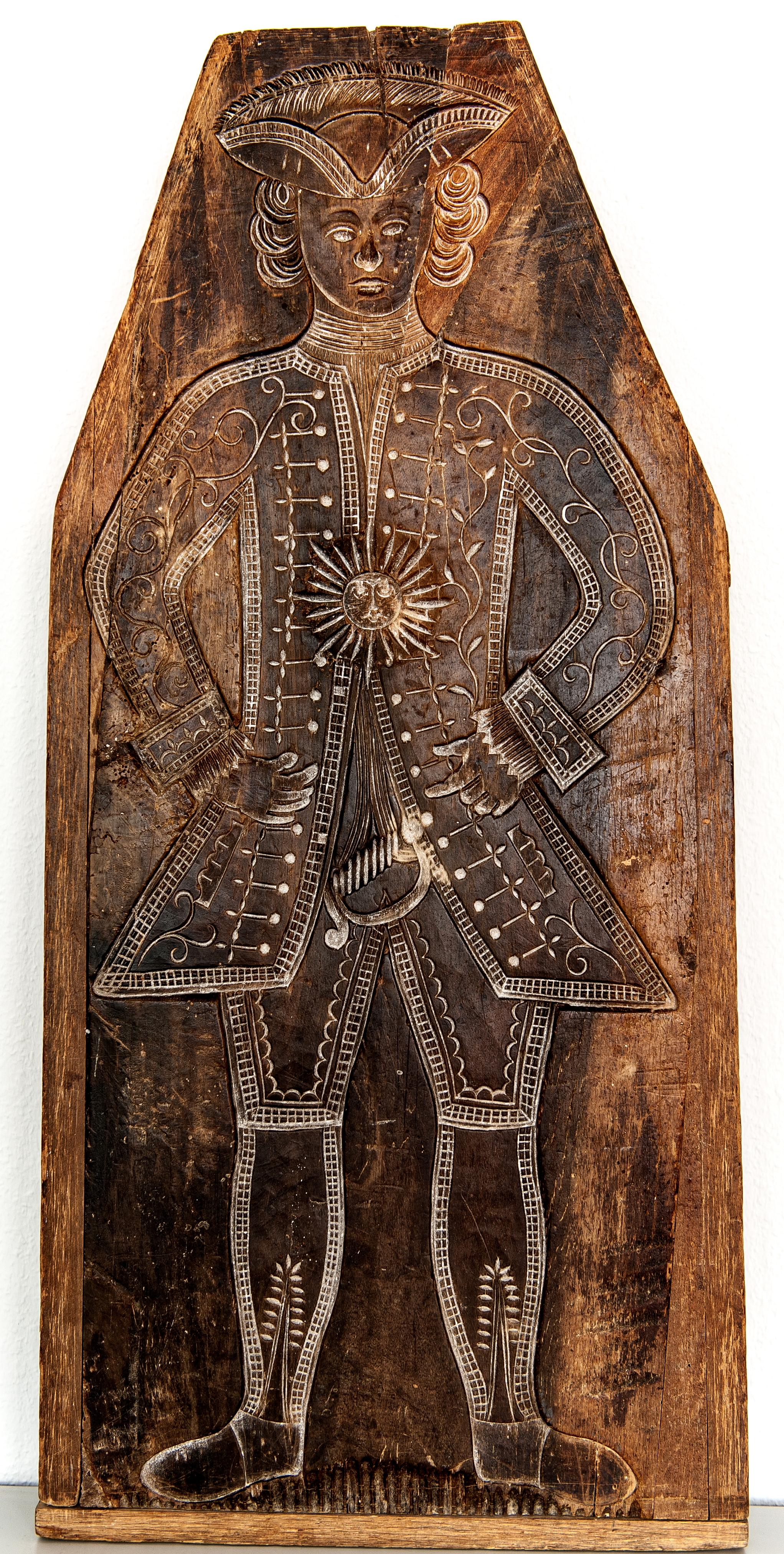
Printenmodel der Firma Lambertz mit Sonnenemblem, ca. 17. Jahrhundert
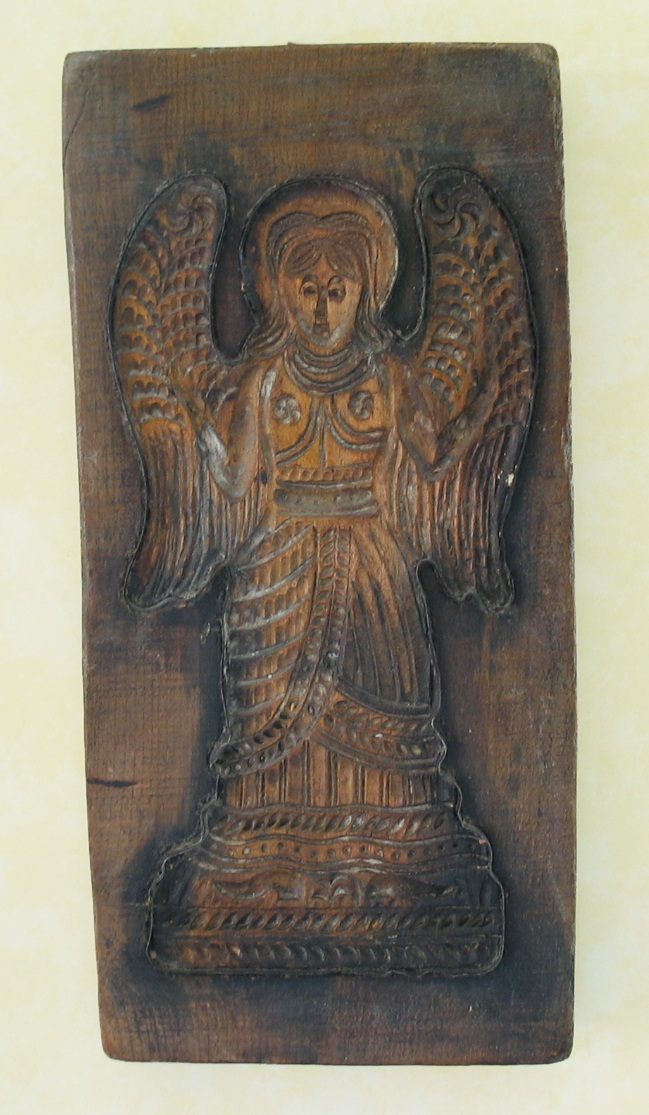
Printenmodel, 18. Jahrhundert
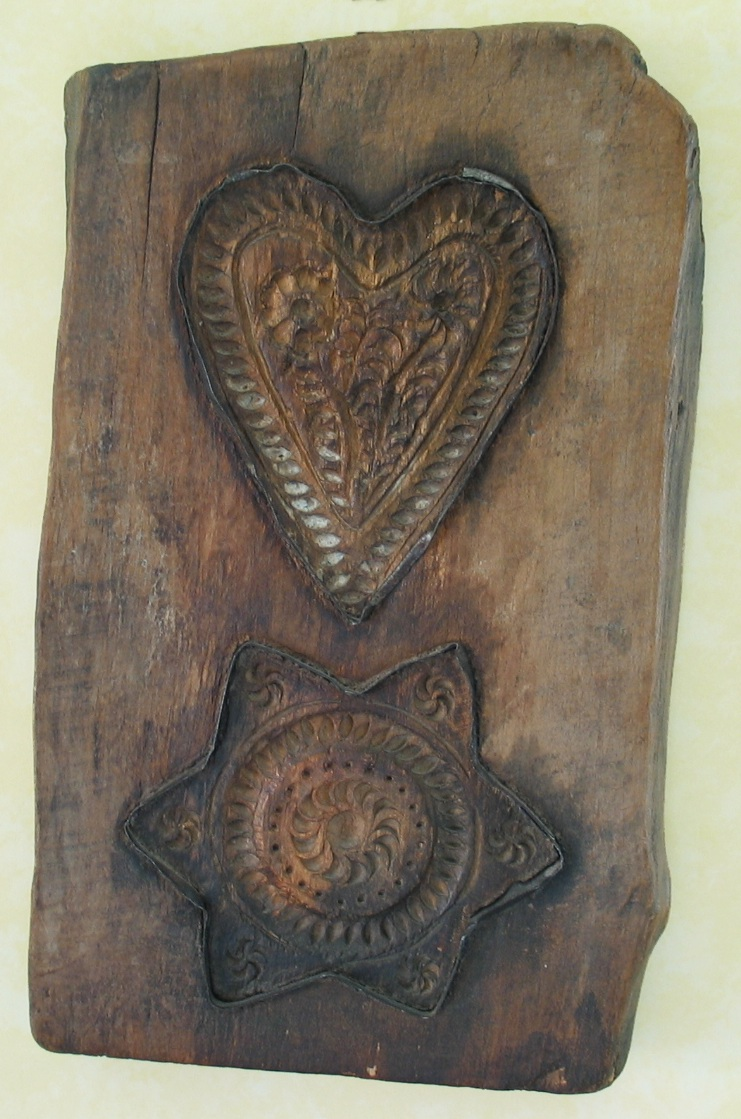
Printenmodel, 18. Jahrhundert
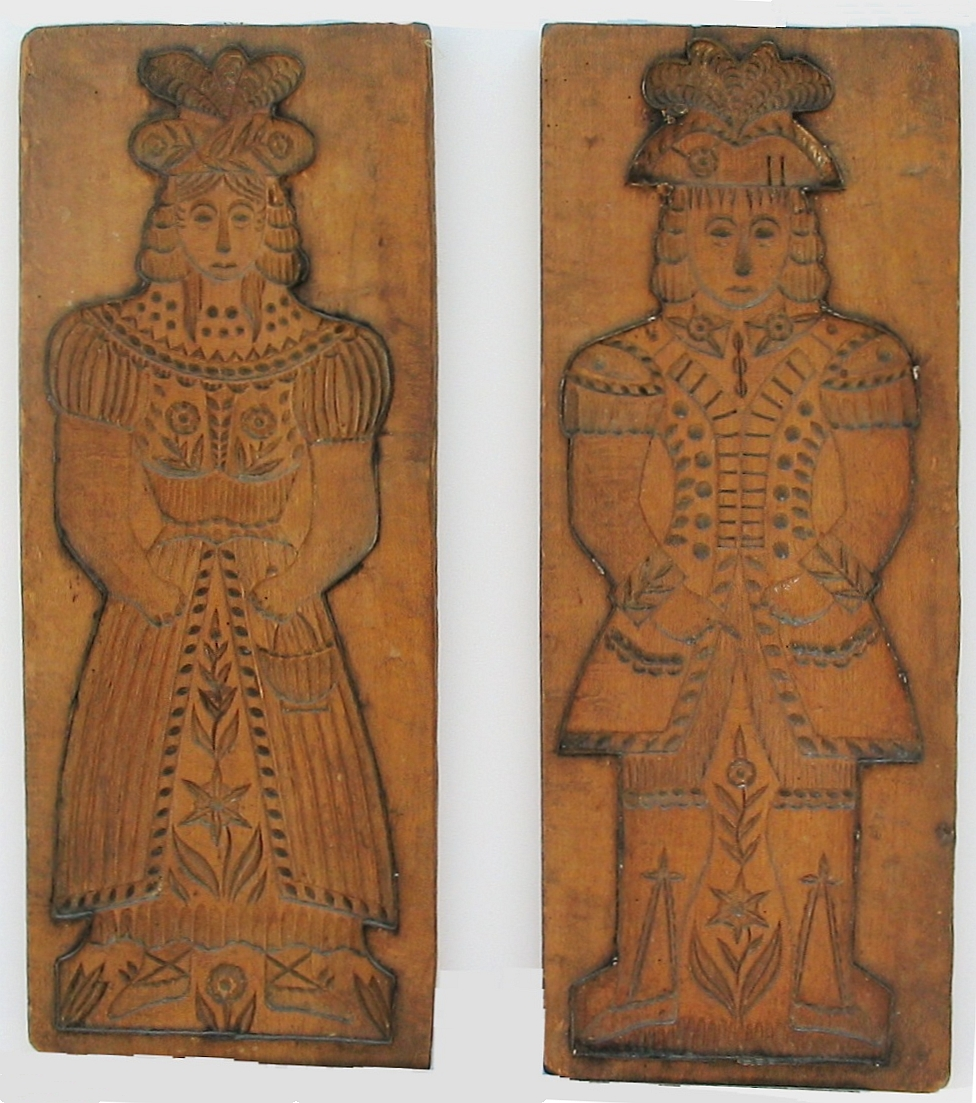
Printenformen, ca. 1850
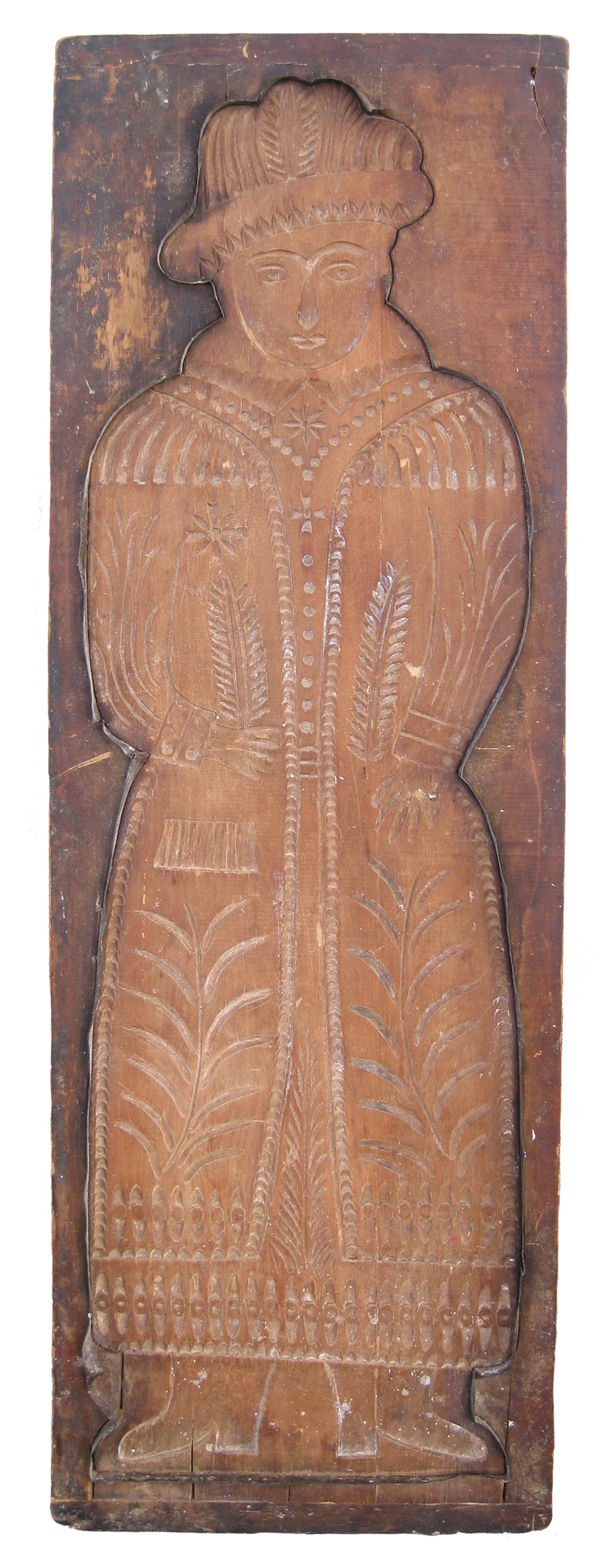
Printenmodel der Bäckerei Nobis Printen, Ende des 19. Jahrhunderts

## Zutaten und Nährwerte
Die Teigbasis wird gebildet aus Mehl, Wasser und Süßungsmitteln ohne Zusatz von Fetten aller Art. Als Süßungsmittel für den Teig dienen wahlweise hauptsächlich Farinzucker, Krümelkandis und Zuckerrübensirup sowie Honig und als Triebmittel hauptsächlich Pottasche, ursprünglich Hirschhornsalz. Die Gewürzmischung besteht unter anderem aus Zimt, Anis, Nelken, Kardamom, Echtem Koriander, Piment, aber auch Orangeat, Zitronat und Ingwer, wobei der prozentuale Anteil der Würzmischung ein Geheimnis des jeweiligen Herstellers ist.
Für den Belag werden je nach Produkt verschiedene Glasuren, von der einfachen Zuckerglasur bis zum üppigen Schokoladenüberzug, sowie Verzierungen mit Mandel- oder Nusssplittern gewählt. Einfache Kräuterprinten haben einen physiologischen Brennwert von etwa 1465 kJ/100 g ( 350 kcal/100 g) bei etwa 2 g Fett, Printen mit Zucker- oder Schokoladenüberzug oder mit Nüssen, Mandeln oder ähnlichem haben höhere Werte.
Der durch den Backvorgang entstehende Acrylamid-Gehalt der Printen hält sich bei den im Handel befindlichen Produkten mehrheitlich unter den als Maßstab gesetzten Signalwerten, wobei sich die Werte durch Austausch des Triebmittels Hirschhornsalz und durch eine schonende Zubereitung tendenziell sogar verbessert bzw. zumindest auf einen unbedenklichen Wert stabilisiert haben.

## Verwendungsmöglichkeiten in Kochrezepten und Lebensmitteln (Auswahl)
Die Eigenschaft der Kräuterprinte in ihrer einfachen Form, sich beim Kochen in Sud aufzulösen und dabei den angenehmen süß-herben würzigen Geschmack zu verbreiten, führt zur Verwendung in diversen meist deftigen Gerichten, die vor allem in der Herbst- und Winterzeit serviert werden. So gehören die Printen zur Zubereitung beispielsweise von:
- Rheinischem Sauerbraten, wo sie neben Rosinen und Rübenkraut den Soßengeschmack verstärken[7]
- Hirschpfeffer mit Backpflaumen und Printensauce[8]
- Rehkeule mit Printensauce[9]
- sowie Printen-Parfaits in zahlreichen Variationen, beispielsweise
  - mit Gewürzorangen oder mit schwarzem Johannisbeermark mit Mousse au Chocolat als Kalt-Dessert-Spezialität[10] oder
  - mit warmen Orangen als Heiß-Kalt-Dessert[11] oder
  - mit Glühwein-Sabayone[12]

An Stelle der Originalprinten findet ein künstlich hergestelltes Printen-Aroma als markantes Charakteristikum Verwendung in weiteren Lebens- und Genussmitteln. So ist es beispielsweise
- im Aachener Printeneis oder in den Printenbonbons anno 1900 eines stadtbekannten Bonbonspezialisten
- als Beimischung im Printentee auf der Grundlage von Schwarzem oder Grünem Tee
- als Beimischung für Printen-Leberwurst und Printen-Pasteten
- als Beimischung im Printentabak für Pfeifenraucher
- als Basis für den 35%igen Printenlikör, welcher aber auch mit frischen Printen hergestellt werden kann[13]

## Aachener Printen als Identifizierungsmerkmal (Auswahl)

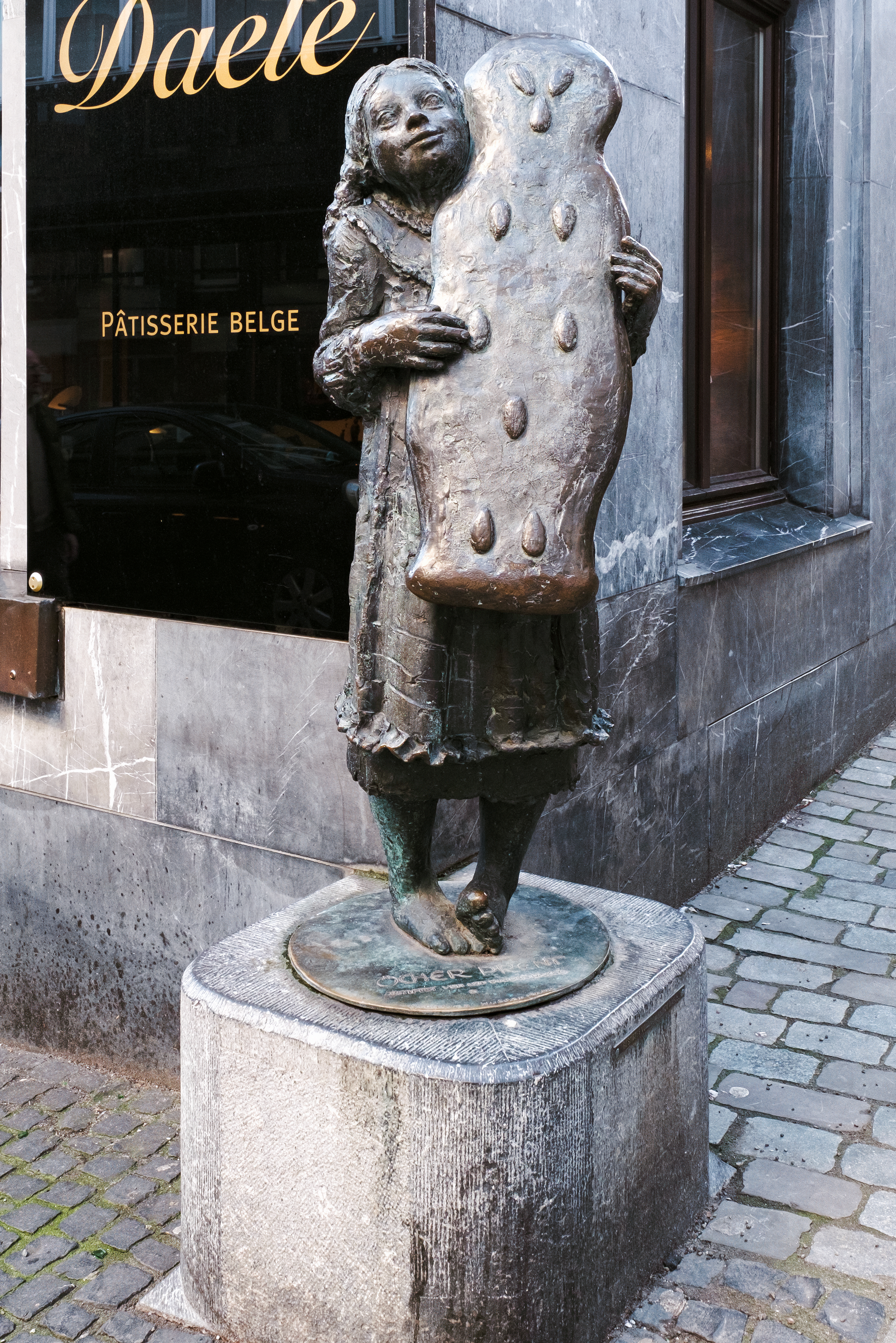
Printen-Denkmal von Hubert Löneke

Die Verbundenheit der Aachener zu ihren Printen findet Ausdruck in der Namensgebung von Vereinen, Veranstaltungen und Ehrungen. So gibt es unter anderem
- die Karnevalsgesellschaft „Oecher Prente 1988 e. V.“
- den „Printen Promenaders Aachen Square Dance Club e. V.“, gegründet 1987
- das jährliche vorweihnachtliche „Printenschießen“ der Aachener Schützenvereine
- den mit 5000 Euro dotierten Kleinkunstpreis „Aachener Prenteschang“, gestiftet von der Firma Lambertz und verliehen vom „Aachener Heimattheater Bühnenfreunde 1947 e. V“ für Persönlichkeiten, denen es erfolgreich gelungen ist, Eigenheiten einer europäischen Region pointiert und mit Humor einer breiten überregionalen Öffentlichkeit näherzubringen.[14] Bisherige Preisträger waren unter anderem Wendelin Haverkamp (1995), Jürgen von der Lippe (1996), Hanns Dieter Hüsch (1997), De Höhner (1999), Konrad Beikircher (2001) und Bernd Stelter (2003)[15]
- die Bronzeplastik Printen-Mädchen, angefertigt 1989 von Hubert Löneke, gestiftet von Leo van den Daele, Standort Büchel-Ecke Körbergasse
- Darüber hinaus beziehen sich auch vereinzelte Sagen und Romane auf die Aachener Printen wie beispielsweise:
  - die Printensage[16][17]
  - Die Printen-Connection, ein Mystery-Krimi von Carsten Berg mit lokalspezifischem Colorit[18]